# يوشيو نومورا (مغني)
يوشيو نومورا (باليابانية: 野村義男؛ بالكانا: のむら よしお) هو مغني ومنتج أسطوانات وتارينتو ياباني، ولد في 26 أكتوبر 1964 في ناكانو في اليابان.

## وصلات خارجية
- الموقع الرسمي
- يوشيو نومورا على موقع IMDb (الإنجليزية)
- يوشيو نومورا على موقع ميوزك برينز (الإنجليزية)
- يوشيو نومورا على موقع ديسكوغز (الإنجليزية)